# Sowerbaea subtilis
Sowerbaea subtilis är en sparrisväxtart som beskrevs av D.A.Stewart. Sowerbaea subtilis ingår i släktet Sowerbaea och familjen sparrisväxter. Inga underarter finns listade i Catalogue of Life.